# Frederico Corriente
Frederico Corriente, forma aportuguesada e abreviada de Federico Corriente Córdoba (Granada, 14 de novembro de 1940 — 16 de junho de 2020) foi um arabista, lexicógrafo e académico espanhol.

## Biografia
Frederico Corriente era licenciado em Filologia Semítica pela Universidade Complutense de Madrid, em 1963. Fez o doutoramento em Filologia semítica pela mesma universidade em 1971 e exerceu a docência de línguas semíticas, nomeadamente, do árabe clássico, da dialectologia e literatura árabes em diversas universidades de países árabes (Egipto e Marrocos), dos Estados Unidos e da Espanha (Complutense e Saragoça).
Morreu no dia 16 de junho de 2020.

## Percurso
Foi director do Centro Cultural Espanhol del Cariz (1962-65); professor de espanhol, de linguística semítica e hebraico na Universidade Muhammad V de Rabat (1965-68); professor de linguística árabe na Universidade Dropsie de Filadélfia (EE.UU.) (1968-70); investigador científico de Semítica no Instituto Arias Montano do Conselho Superior de Investigação Científica (C.S.I.C.) e catedrático de estudos árabes e islâmicos na Universidade de Saragoça (1976-86 e a partir de 1991) e na Complutense de Madrid (1986-91).

## Distinções
Foi membro da Academia de Língua Árabe do Cairo. Em 1995, recebeu o prémio do Ministério da Cultura da República Árabe do Egipto pela melhor edição de textos árabes, a edição do Divã de Ibn Quzman. Em 2014, foi nomeado doutor honoris causa pela Universidade da Laguna e, desde 6 de Abril de 2107, ocupa a cátedra K da Academia Real da Língua Espanhola, deixada vacante pelo falecimento de Ana María Matute.

## Obras
Entre a suas obras na área da docência destacam-se o Diccionario español-árabe (Madrid: IHAC, 1970), com numerosas reimpressões, entre as quais a do Cairo (Maktab, Uzirs, 1996) e a de Barcelona (Herder, 1991), actualizado com a colaboração de Ignacio Ferrando, o Diccionario de arabismos, o Nuevo diccionario español-árabe, o Diccionario avanzado árabe e a Introducción a la gramática y textos árabes.